# Monument a la Família Pagesa i a Francesc Verntallat
El Monument a la Família Pagesa i a Francesc Verntallat és una escultura pública de la Vall d'en Bas (Garrotxa) protegida com a bé cultural d'interès local.

## Descripció

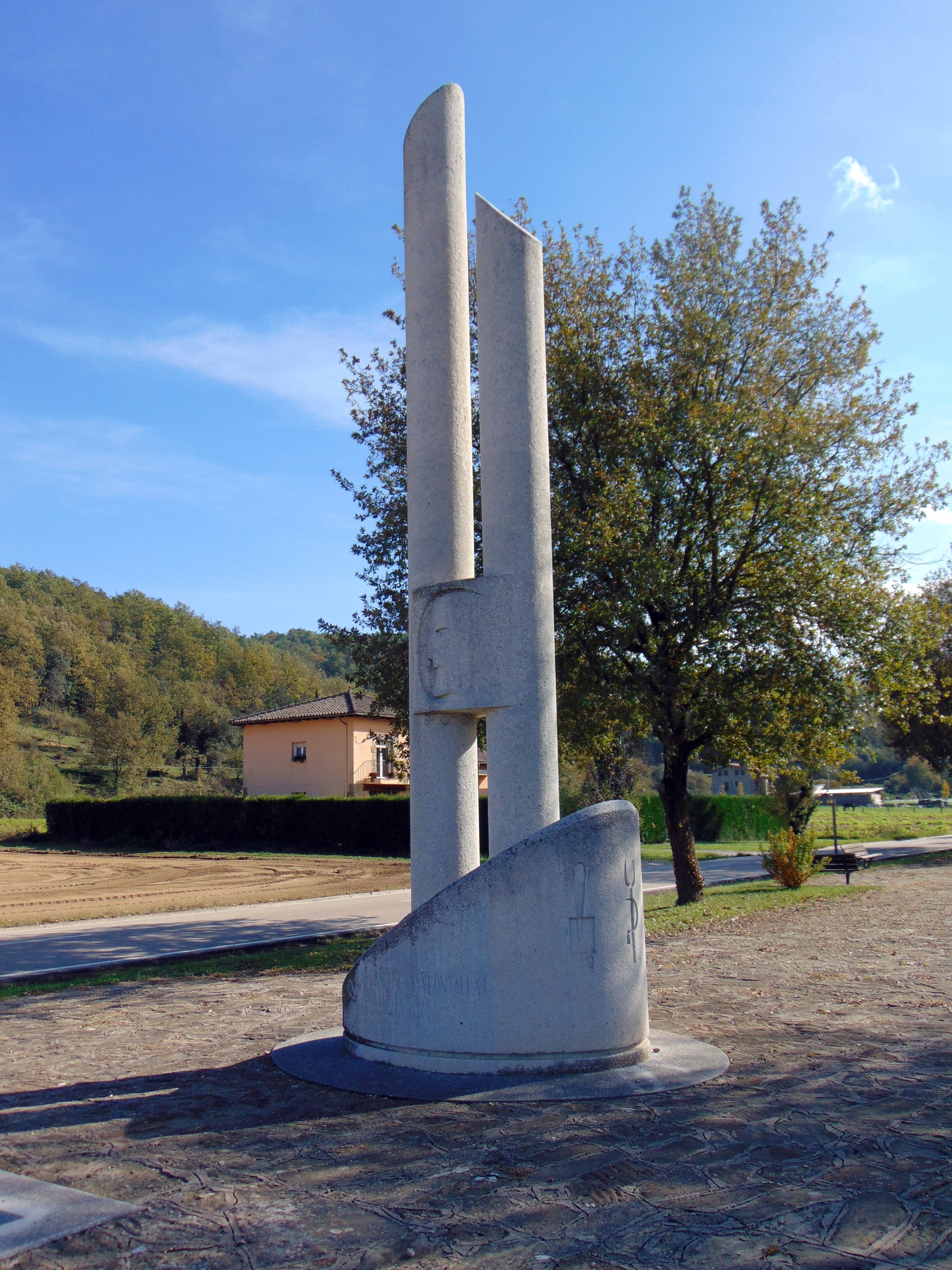
Monument a Francesc Verntallat

El monument a la família pagesa es troba emplaçat a la carretera d'Olot a Vic i la d'Hostalets. El grup escultòric representa un matrimoni pagès amb el seu fill i al costat una al·legoria agrícola. És una obra original de l'escultor Modest Fluvià i data de 1972.
En el mateix entorn es troba el monument dedicat a Francesc de Verntallat. És obra de Rosa Serra. Es va inaugurar el maig de 1999, té 7,5 m d'alçada i es va realitzar amb pedra de pòrtland. Consta d'una base el·líptica en la que hi figuren a part de la inscripció commemorativa, els símbols de pagès, polític i guerrer; elements bàsics en la trajectòria de la vida del cabdill remença.
Sobre aquesta base s'enlairen dues columnes de 6 metres d'alt com a referència a la fermesa del seu procedir, unides per una zona horitzontal on hi ha un retrat imaginari de Francesc Verntallat, junt amb els escuts d'armes que posseïa.